# El estropicio meteorológico
El estropicio meteorológico es una historieta de 1987 del autor español Francisco Ibáñez perteneciente a su serie Mortadelo y Filemón.

## Trayectoria editorial
Se empezó a publicar en forma seriada en la revista Súper Mortadelo y más tarde en el n.º 17 de la actual Colección Olé.

## Sinopsis
Bacterio ha inventado una máquina capaz de cambiar el clima y el Súper les ha ordenado a Mortadelo y Filemón que la prueben, pero por supuesto esto traerá graves consecuencias al edificio de la T.I.A y a la ciudad que se verá envuelta en un gran cambio climático a cada segundo.

## Comentario
Bacterio ya había inventado una máquina capaz de cambiar el clima en la historieta corta El hombro del tiempo.

## En otros medios
- En la película realizada con actores de carne y hueso La gran aventura de Mortadelo y Filemón, en donde aparece el trasmutador o transformador meteorológico.[4]